# Fred Singer
Siegfried Fred Singer, född 27 september 1924 i Wien, Österrike, död 6 april 2020 i Maryland, USA, var en amerikansk fysiker, klimatskeptiker och professor i miljövetenskap vid universitetet i Virginia. Singer var också amerikanska vädersatellitprogrammets förste chef. 
Han var känd för att förkasta vetenskaplig konsensus i flera frågor, inklusive den globala uppvärmningen, sambandet mellan UVB-strålning och malignt melanom, förtunning av ozonlagret och hälsorisker med passiv rökning.
Singer var i fokus i boken Merchants of Doubt från 2010, som undersökte hur tobak- och andra industrier gynnar en liten grupp forskare som arbetar för att dölja sanningen om bland annat rökning och klimatförändringar.

## Biografi
Singer föddes i Österrike 1924, i en judisk familj. Han flydde undan nazisterna och blev 1944 amerikansk medborgare. Under sin tidiga karriär arbetade han som raketforskare och hjälpte till att starta det amerikanska rymdprogrammet på 50-talet.
2004 grundade han den klimatskeptiska organisationen NIPCC (Nongovernmental International Panel on Climate Change), finansierad av den konservativa och libertarianska tankesmedjan Heartland Institute.
Tillsammans med NIPCC gav Singer år 2009 ut den första utgåvan av Climate Change Reconsidered, med målet att kritisera Förenta nationernas klimatpanels sammanställning av vetenskaplig konsensus om den globala uppvärmningen. Rapporten sammanfattades året innan i texten Nature - Not Human Activity - Rules the Climate som skickades ut i stora kvantiteter till lärare i USA.